# Дощоприймальний колодязь
Дощоприймальний колодязь (англ. catch basin) — оглядовий колодязь системи дощової каналізації. Може бути прихованим (не обслуговуваним) або мати кришку люка з позначкою «Д». Дощоприймальний колодязь може бути магістральним, або виконувати функцію колектора з дощоприймальних камер. В деяких випадках може бути зверху оснащений дощоприймачем та конструктивно виконаний з можливістю піскозатримувача. Є частиною системи поверхневого водовідведення стічних вод та атмосферних опадів у дощову каналізацію.

## Будова
Конструктивно дощоприймальний колодязь влаштовується у вигляді заглибленої камери, перекритої зверху решіткою. До нижньої частини камери приєднаний трубопровід, по якому вода надходить у дощову мережу. Глибина камери приймається 1,0 — 1,2 м.
Дощоприймальні колодязі мають бути передбачені в таких місцях:
- на перехрестях та пішохідних переходах зі сторони припливу стічних вод;
- в понижених місцях доріг при пилкоподібному профілі;
- на затяжних ділянках спусків та підйомів;
- в понижених місцях доріг та в кінці затяжних ділянок;
- в місцях вулиць, дворових та паркових територій, які не мають стоку дощових вод.

## Класифікація
Дощоприймальні колодязі поділяються за такими ознаками:
- місцем розташування;
- формою;
- наявністю осадової частини;
- способом з'єднання з водовідвідною мережею;
- матеріалом та методом будівництва;
- взаємним розташуванням.

За місцем розташування дощоприймальні колодязі поділяються на відкриті, закриті та комбіновані.
Відкриті дощоприймальні колодязі влаштовуються в лотку бруківки (дороги) біля бортового каменя. Це найбільш доцільний спосіб розташування. Закриті колодязі розташовуються за бортовим каменем, а вода надходить до колодязя через отвір у вертикальній стіні бортового каменя. Такі типи дощоприймальних колодязів допускається влаштовувати лише в понижених місцях. Комбіновані дощоприймальні колодязі мають як горизонтально розташовану решітку, так і отвір у вертикальній стіні бордюру.
За формою в плані колодязі та решітки до них можуть бути прямокутні та круглі. Найбільш поширена форма дощоприймальних решіток — прямокутна.
Чавунні дощоприймальники за розміром і навантаженням поділяються згідно ДСТУ 3634-99 на такі: малий (Д), великий (ДБ1 і ДБ2), магістральний (ДМ1 і ДМ2) і надважкий (ДС1 і ДС2). Великий дощоприймальник має розміри решітки 0,4×0,8 м, а малий — 0,30×0,58 м. В наш час дощоприймальні решітки також виготовляються з полімерних матеріалів.
Дощоприймальні колодязі можуть бути з осадовою частиною та без неї.